# Bavosa morruda

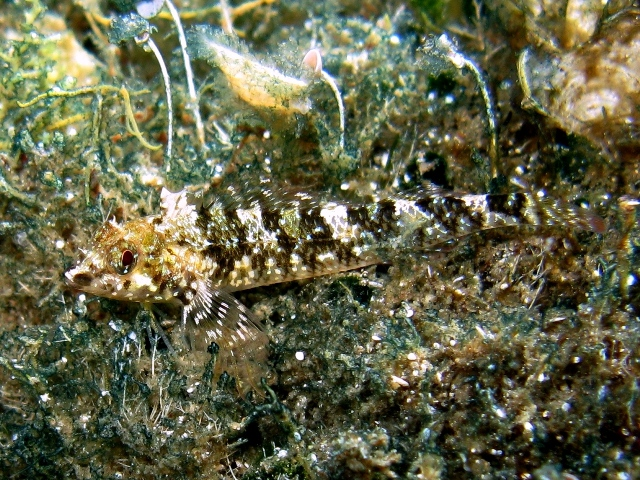
Femella fotografiada a Sardenya.

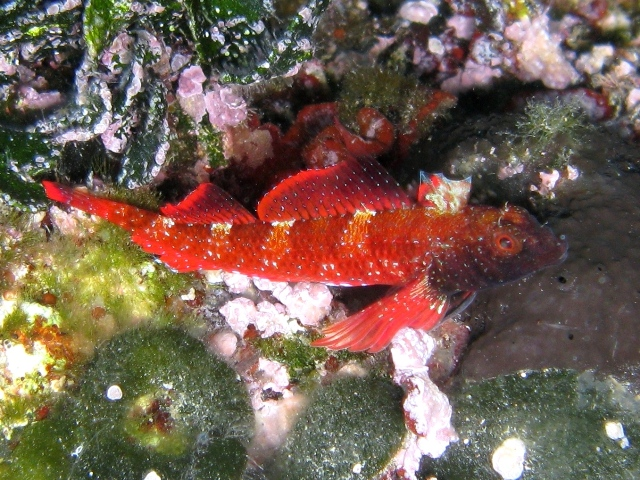
Mascle fotografiat a Croàcia.

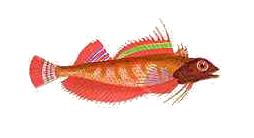
Il·lustració (circa 1860)

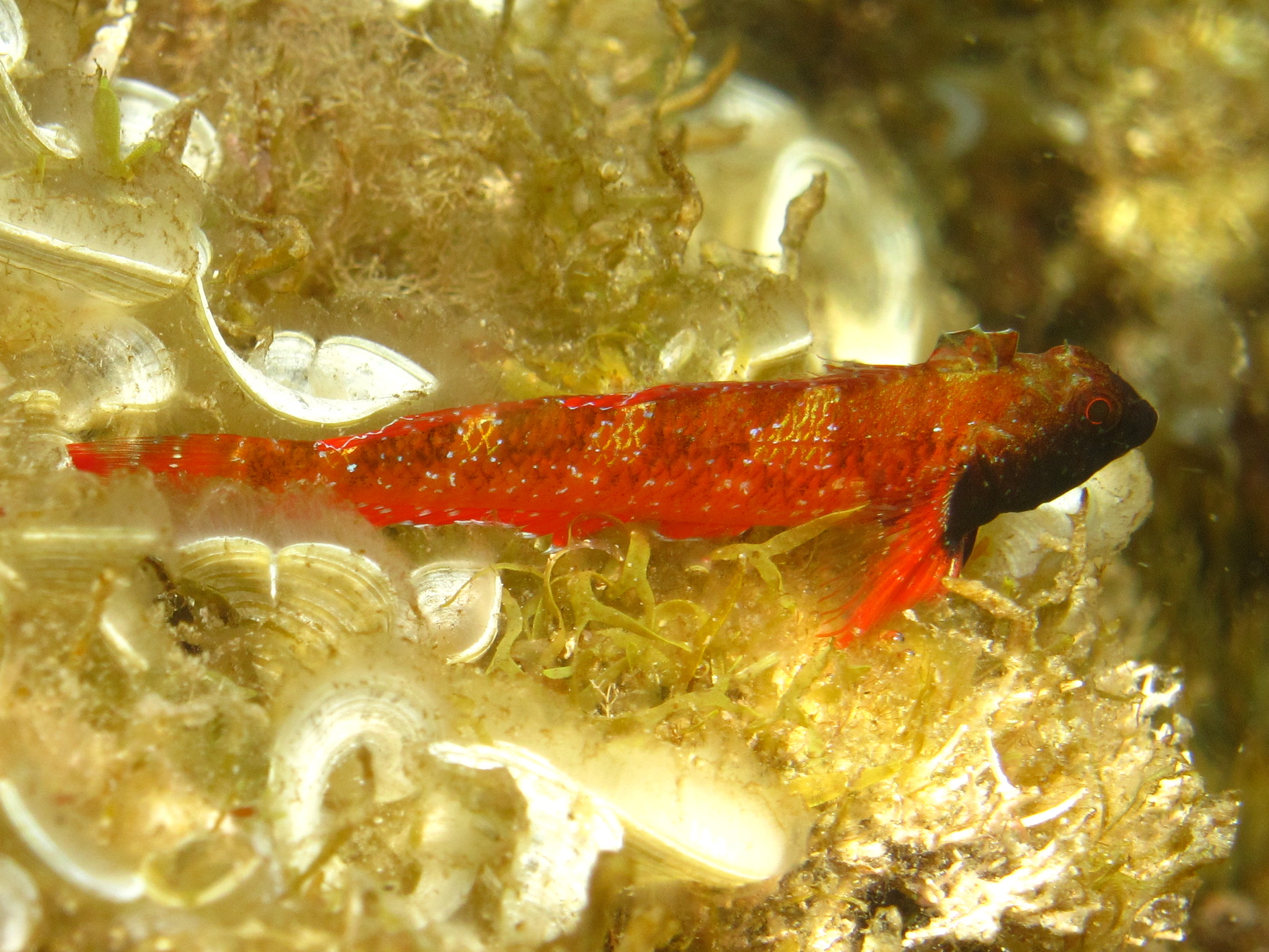
Mascle

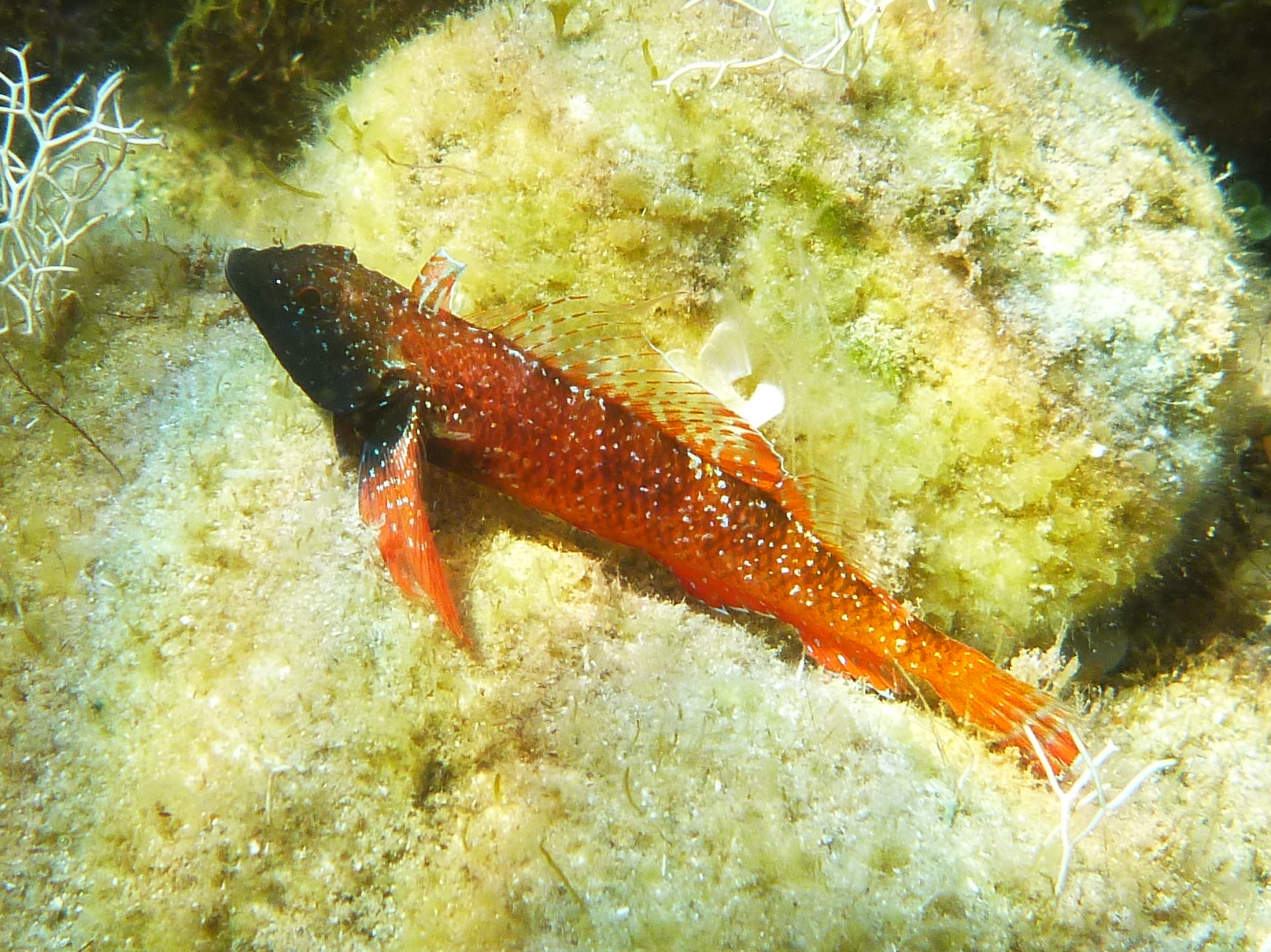
Exemplar fotografiat a Argelers (el Rosselló, la Catalunya del Nord).

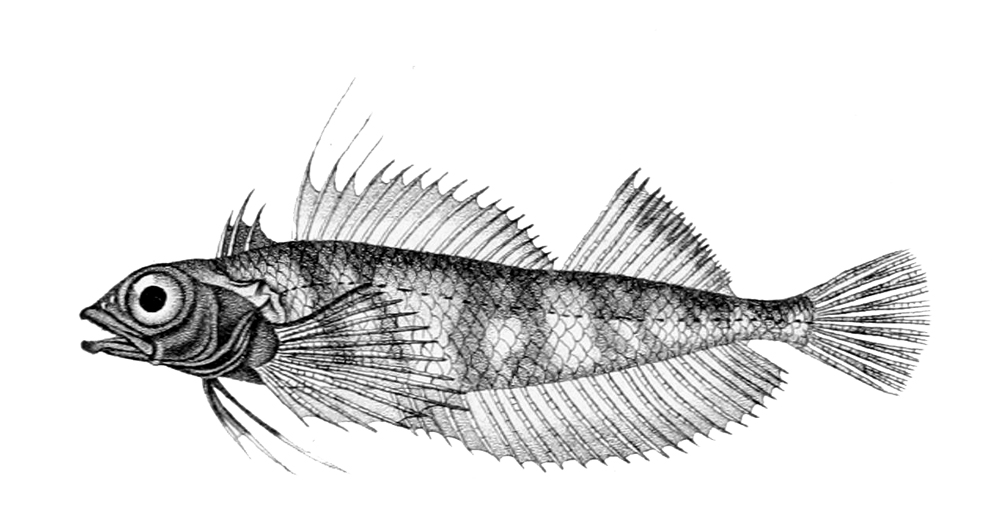
Il·lustració del 1828

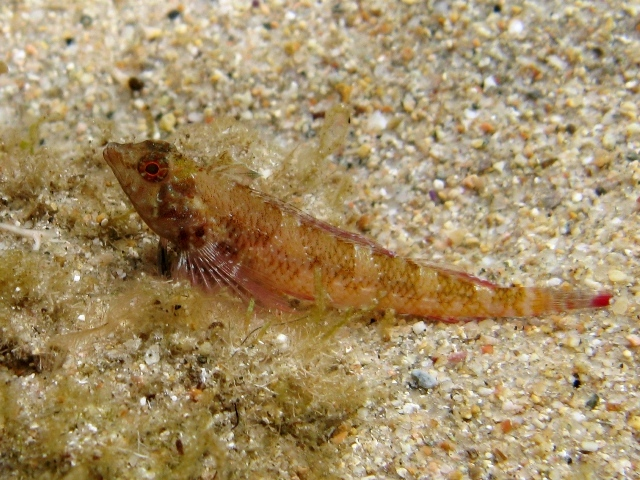
Exemplar de Còrsega

La bavosa morruda (Tripterygion tripteronotum) és un peix teleosti de la família dels tripterígids i de l'ordre dels perciformes que, moltes vegades, és emprat com a peix d'aquari.

## Morfologia
Cos allargat, comprimit i cobert d'escates ctenoides. Els ulls són rodons i grossos, de diàmetre aproximadament igual a la tercera part de la longitud cefàlica. La mandíbula superior és protràctil i lleugerament prominent. La primera aleta dorsal té 3 radis i és més baixa que les dues posteriors; la segona té de 15 a 18 radis espinosos i febles com els de la primera, mentre que la tercera està formada per 11 a 13 radis tous senzills. L'aleta anal té dos radis espinosos febles i de 23 a 26 radis tous. El cos de les femelles i dels mascles no territorials és de color gris clar amb 5 bandes verticals amples de color fosc. Els mascles territorials tenen el cos vermell, el cap negre i com a mínim un radi filamentós al principi de la segona aleta dorsal. La longitud total habitual és de 6 o 7 cm.

## Reproducció
Els ous són hemisfèrics i recoberts de nombrosos fils enganxosos que els ancoren a les algues. Les larves són planctòniques i viuen principalment a les aigües costaneres poc fondes.

## Alimentació
Menja petits invertebrats bentònics i el seu nivell tròfic és de 3,5.

## Hàbitat i distribució geogràfica
Habita sobre fons rocallosos (normalment, de 0 a 3 m i, excepcionalment, fins a 6 m de fondària) i és un endemisme del Mediterrani i la mar Negra, incloent-hi el Marroc, Algèria, l'Estat espanyol (incloent-hi les illes Balears), l'Estat francès (incloent-hi Còrsega), Itàlia (incloent-hi Sardenya i Sicília), Malta, Eslovènia, la mar Adriàtica, la mar Egea, Grècia (incloent-hi Creta), la mar de Màrmara, Geòrgia, Ucraïna, Turquia, Síria, el Líban, Israel i Xipre.

## Observacions
És inofensiu per als humans i el seu índex de vulnerabilitat és baix (13 de 100).